# نادين فيلاسكيز
نادين فيلاسكيز (بالإنجليزية: Nadine Velazquez)‏ مواليد 20 نوفمبر 1978 في شيكاغو، إلينوي، الولايات المتحدة، هي ممثلة أمريكية بدأت مسيرتها الفنية عام 2003.

## الأعمال

### أفلام
- رحلة طيران
- الواشي
- انتوريج
- لاس فيغاس
- اسمي إيرل
- سكرابز
- سي إس آي: ميامي
- هاواي فايف أو
- ملائكة تشارلي

## روابط خارجية
- نادين فيلاسكيز على موقع IMDb (الإنجليزية)
- نادين فيلاسكيز على موقع روتن توميتوز (الإنجليزية)
- نادين فيلاسكيز على موقع ألو سيني (الفرنسية)
- نادين فيلاسكيز على موقع أول موفي (الإنجليزية)
- نادين فيلاسكيز على موقع قاعدة بيانات الأفلام السويدية (السويدية)
- نادين فيلاسكيز على موقع إن إن دي بي (الإنجليزية)
- نادين فيلاسكيز على موقع قاعدة بيانات الفيلم (الإنجليزية)
- نادين فيلاسكيز على موقع ليتربوكسد (الإنجليزية)
- نادين فيلاسكيز على موقع كينوبويسك (الروسية)